# Heliorestis
Heliorestis è un genere di batterio appartenente alla famiglia delle Heliobacteriaceae.